# Potamyia euadne
Potamyia euadne is een schietmot uit de familie Hydropsychidae. De soort komt voor in het Oriëntaals gebied.